# Nolčovo
Nolčovo (em húngaro: Nolcsó) é um município da Eslováquia, situado no distrito de Martin, na região de Žilina. Tem 15,02 km² de área e sua população em 2018 foi estimada em 246 habitantes.

## Demografia
| Ano:        | 1994 | 2004    | 2014   | 2024   |
| ----------- | ---- | ------- | ------ | ------ |
| Broj ljudi: | 315  | 254     | 245    | 254    |
| Razlika:    |      | -19,36% | -3,54% | +3,67% |

| Ano:               | 2023 | 2024   |
| ------------------ | ---- | ------ |
| Número de pessoas: | 255  | 254    |
| Diferença:         |      | -0,39% |